# شهرستان رویچنگ
شهرستان رویچنگ (به لاتین: Ruicheng County) یک شهرستان‌های جمهوری خلق چین در چین است که در یانگچنگ واقع شده‌است.